# Диборид плутония
Диборид плутония — бинарное неорганическое соединение
плутония и бора
с формулой PuB2,
кристаллы.

## Получение
- Сплавление стехиометрических количеств чистых веществ:

{\displaystyle {\mathsf {Pu+2B\ {\xrightarrow {800^{o}C}}\ PuB_{2}}}}

## Физические свойства
Диборид плутония образует слабо парамагнитные кристаллы
гексагональной сингонии,
пространственная группа P 6/mmm,
параметры ячейки a = 0,31857 нм, c = 0,39485 нм, Z = 1,
структура типа AlB2
.
Соединение образуется по перитектической реакции при температуре ≈2250°С.

## Химические свойства
- Разлагается при нагревании:

{\displaystyle {\mathsf {2PuB_{2}\ {\xrightarrow {2250^{o}C}}\ Pu+PuB_{4}}}}